# Diario Católico
El Diario Católico es un periódico católico venezolano. Su sede se encuentra en San Cristóbal. Es el periódico más antiguo del estado Táchira, conocido como el "Decano de la Prensa Táchirense" . El Diario Católico presenta noticias locales, nacionales e internacionales; pero bajo la óptica de la Iglesia católica. También publica artículos de opinión y noticias relacionadas con la Iglesia católica.  
El Diario Católico es miembro de la Unión Católica Latinoamericana De Prensa (U.C.L.A.P), de la Unión Católica Interna de Prensa (U.C.I.P), del Bloque Venezolano de Prensa y del Bloque de la Prensa de Provincia venezolana.

## Historia
Fue fundado el 14 de mayo de 1924 por Tomás Antonio San Miguel Díaz, obispo de San Cristóbal. El Diario Católico ha ganado el Premio Nacional de Periodismo en 1961 y en 1988. Por otra parte, el periódico otorga el Premio de Periodismo Monseñor Tomás Antonio San Miguel.
Desde el 4 de junio de 2003 forma parte de la Fundación Diario Católico, institución encargada de llevar el mensaje cristiano a través de los medios de comunicación.
Desde 2007, el Diario Católico posee un sitio web. 
En mayo de 2013, el Diario Católico había publicado 29 mil 200 ediciones. En ese mismo año, el sitio web oficial incluyó DC.Radio, una emisora en línea y DC. Televisión, un canal de televisión por internet para la transmisión de eventos especiales de la Iglesia.
Desde finales de 2012, el Diario Católico ha enfrentado problemas de falta de papel periódico, tinta y otros insumos necesarios para la impresión, como consecuencia de la escasez en Venezuela. Debido a esto, el número de páginas del diario se redujo, también disminuyó el tiraje, dejó de circular los fines de semana.
En enero de 2015, pasó a ser Semanario debido a la secases de materia prima, con distribución dominical a las 95 parroquias de la Diócesis de San Cristóbal. 
En enero de 2017 el diario dejó de circular por 3 meses, por falta de papel. Sin embargo este receso sirvió para el mantenimiento y reparación de su rotativa, y fortalecer nuevos canales digitales para la comunicación.

## Directores
- 1924 – 1925: Luis Alejandro Rodríguez (sacerdote)
- 1925 – 1932: Ramón Velásquez Ordóñez (laico)
- 1932 – 1935: Dr. Antonio Cárdenas Arellano (laico)
- 1935 – 1940: Maximiliano Escalante
- 1940 – 1946: Carlos Sánchez Espejo (sacerdote)
- 1946 – 1947: Dr. Domingo Roa Pérez (sacerdote)
- 1947 – 1952: José León Rojas Chaparro (sacerdote)
- 1952 – 1955: Rafael Ángel González (sacerdote)
- 1955 – 1961: José León Rojas Chaparro (sacerdote)
- 1961 – 1967: Pedro José Pérez Vivas
- 1967 – 2003: Nelson Arellano Roa (sacerdote)
- 2003 – 2016: José Laureano Ballesteros Blanco (sacerdote)
- 2017:- 2020: Johan José Pacheco Colmenares (sacerdote)
- 2020 - 2021: Jean Carlos Yepes Yepes - Encargado del Diario (sacerdote)
- Desde el 2021: José Lucio León Duque (sacerdote)